# Gerald Kilmartin
Gerald Kilmartin (né le 7 juillet 1926 à Providence (Rhode Island) et mort le 17 juin 1970 dans la même ville) est un joueur américain de hockey sur glace.

## Carrière
Il participe aux Jeux olympiques d'hiver de 1952 et remporte la médaille d'argent avec les États-Unis ; il dispute huit rencontres au cours du tournoi.

## Titres et honneurs personnels
- Médaille d'argent aux Jeux olympiques de 1952 à Oslo en Norvège